# Rodilhan
Rodilhan település Franciaországban, Gard megyében. Lakosainak száma 2810 fő (2022. január 1.). Rodilhan Bouillargues, Manduel, Marguerittes és Nîmes községekkel határos.

## Népesség
A település népessége az elmúlt években az alábbi módon változott:
| Lakosok száma | 1019 | 1784 | 2411 | 2531 | 2947 | 2899 | 2878 | 2851 | 2836 | 2810 |
|               | 1968 | 1982 | 1990 | 2006 | 2013 | 2015 | 2017 | 2019 | 2020 | 2022 |